# David Ashford
Pour les articles homonymes, voir Ashford (homonymie).
David Ashford est un acteur britannique né le 16 octobre 1941 à Torquay (Royaume-Uni).

## Filmographie
- 1965 : Up Jumped a Swagman : Unknown
- 1968 : All's Well That Ends Well (TV) : Duke of Florence
- 1968 : Le Songe d'une nuit d'été (A Midsummer Night's Dream)
- 1972 : The Edwardians (en) (feuilleton TV) : Reform Club Member
- 1973 : The Brontes of Haworth (feuilleton TV) : George Smith
- 1979 : Les Loups de haute mer (North Sea Hijack) : Chauffeur de taxi (non crédité)
- 1979 : Malice Aforethought (TV) : William Chatford
- 1979 : Quatermass (en) (série TV) : David Hatherley
- 1985 : Moving (série TV) : Bill Lomax
- 1987 : Scoop (TV) : Airline Official
- 1988 : Indiscreet (TV) : Charles
- 1992 : Sitting Pretty (série TV) : Gordon (voix)
- 1995 : The Final Cut (TV) : Newsreader / Presentation Voice